# Federazione delle Industrie Britanniche
La Federazione delle Industrie Britanniche (in inglese Federation of British Industries; abbr. FBI) è stata un'organizzazione di associazioni industriali, che occupava un posto importante nella vita economica e politica del Regno Unito, fondata il 15 luglio 1916 con l'obiettivo di rappresentare e promuovere gli interessi delle imprese e delle industrie durante il periodo della Prima Guerra Mondiale, e successivamente rinominata Confederazione delle Industrie Britanniche (CBI) nel 1965.
Fondata dall'industriale delle Midlands Dudley Docker nel 1916 come Associazione delle Industrie Britanniche Unite, ma ribattezzata più tardi nello stesso anno. Era inizialmente composta da 124 aziende che donarono ciascuna 1.000 sterline per la sua fondazione. La FBI non ha mai preso parte ai rapporti di lavoro ma è stata progressivamente coinvolta nella riforma tariffaria. Riunì lentamente altre organizzazioni regionali e d'oltremare e fu incorporata dalla carta reale nel 1923.
Nel 1965 si è fusa con la Confederazione dei Datori di lavoro Britannici e la Associazione Nazionale dei Produttori Britannici per formare la Confederazione delle Industrie Britanniche (CBI). Era di gran lunga la più grande organizzazione delle tre, composta da circa 9.000 imprese individuali e 272 associazioni di categoria nel 1964.

## Storia

### Prima Guerra Mondiale
Durante la prima guerra mondiale la concentrazione della produzione aumentò e furono create nuove associazioni di monopolio. Enormi profitti di guerra hanno facilitato il processo di acquisizione di piccole e medie imprese, c'è stata una fusione di banche. Il 15 luglio 1916 fu creata la più potente organizzazione aziendale in Inghilterra, la Federazione delle Industrie Britanniche, che comprendeva migliaia di aziende e centinaia di associazioni. La fondazione è stata guidata da un gruppo di imprenditori e dirigenti industriali che hanno ritenuto necessario avere un'organizzazione che potesse rappresentare le voci delle industrie in un momento di conflitto e cambiamento. Durante la Prima Guerra Mondiale, l'industria britannica stava affrontando sfide significative legate alla produzione di guerra, all'approvvigionamento di risorse e alla gestione del personale. La FBI ha lavorato per coordinare gli sforzi dell'industria e supportare gli sforzi bellici, cercando di mantenere una produzione sostenibile nonostante le restrizioni e la mobilitazione militare.
La federazione ha cercato di agire come un organismo di coordinamento tra diverse industrie, fornendo un forum in cui le preoccupazioni e le sfide comuni potessero essere discusse e affrontate. Ha anche cercato di rappresentare gli interessi industriali presso il governo britannico e influenzare le politiche in modo che fossero favorevoli all'industria durante e dopo la guerra.
Durante il periodo della sua fondazione al 1918, la FBI ha partecipato a dibattiti pubblici e discussioni riguardo a questioni come l'approvvigionamento di risorse, la regolamentazione industriale e le politiche economiche. Ha cercato di plasmare l'ambiente industriale in un momento in cui le economie e le società europee stavano affrontando notevoli cambiamenti a causa della guerra. A novembre del 1918, la Prima Guerra Mondiale è giunta al termine.

### Periodo interbellico
Dopo la fine della Prima Guerra Mondiale nel 1918, il Regno Unito si è trovato ad affrontare la transizione dalla guerra alla pace. L'industria britannica ha dovuto adattarsi alla nuova realtà economica, affrontando la necessità di ricostruire e riconvertire la produzione dall'industria bellica a quella civile. La FBI ha agito come rappresentante degli imprenditori nei loro rapporti con il governo ei sindacati. Ha fornito ai suoi membri informazioni e consigli su varie questioni commerciali ed economiche. Sviluppando direzioni redditizie per i monopoli britannici, ha risolto i singoli problemi economici dello sviluppo del paese e del commercio estero. Nel 1920, il numero totale di lavoratori che lavoravano nelle aziende incluse nella FBI era un terzo di tutti i lavoratori del paese.
Durante gli anni '20, l'industria britannica ha subito diverse trasformazioni e cambiamenti. Settori come l'automobilistica, l'aeronautica e l'elettronica hanno iniziato a emergere come settori chiave dell'industria. La FBI ha cercato di adattarsi a queste evoluzioni e di rappresentare gli interessi delle nuove industrie emergenti.
L'organizzazione ha anche affrontato le conseguenze dell'instabilità economica e politica a livello globale, inclusa la Grande Depressione che ha avuto inizio nel 1929. Ciò ha influenzato l'ambiente commerciale internazionale e ha reso importante per la FBI cercare di difendere gli interessi dell'industria britannica nel contesto globale. Nel corso degli anni '20, la FBI è cresciuta in termini di adesione e influenza. Ha continuato a sviluppare reti di contatti tra le imprese e a sostenere lo sviluppo dell'industria. Ha partecipato a dibattiti pubblici e ha cercato di plasmare l'agenda economica e politica del paese.
Nel 1931, il Regno Unito affrontò una crisi finanziaria e si ritirò dal Gold Standard, abbandonando la parità fissa con l'oro per la propria valuta. Questo movimento cercava di alleviare le pressioni economiche e permettere al governo di prendere misure più flessibili per stimolare l'economia. Durante questo periodo, la FBI giocò un ruolo importante nell'incoraggiare la cooperazione tra governo e industria. Le aziende cercarono di influenzare la politica economica e il governo cercò di ottenere il supporto dell'industria per le sue misure di stimolo economico. La FBI partecipò anche a discussioni e negoziati relativi alla politica commerciale, alla regolamentazione industriale e all'occupazione.

#### Preparativi per la Seconda Guerra Mondiale
Alla fine degli anni '30, mentre il mondo si avvicinava alla Seconda Guerra Mondiale, la FBI continuò a svolgere un ruolo chiave nell'organizzazione dell'industria britannica per la produzione di guerra. Con l'espansione dell'ascesa del regime nazista in Germania e le tensioni internazionali crescenti, divenne chiaro che la guerra era imminente. La FBI collaborò strettamente con il governo britannico per coordinare la produzione di attrezzature militari, armi e materiali necessari per il conflitto. L'industria venne riorientata verso la produzione di beni militari, e la FBI svolse un ruolo cruciale nel garantire che le risorse fossero allocate in modo efficiente per soddisfare le esigenze delle forze armate. Inoltre la Federazione delle Industrie Britanniche collaborò anche con la Germania fascista. Così a marzo del 1939 la FBI e il Gruppo Industriale del Reich firmarono l'accordo di Düsseldorf che prevedeva la divisione economica dell'Europa tra i monopoli della Germania nazista e del Regno Unito e una più stretta cooperazione economica tra le due potenze.

### Seconda Guerra Mondiale
Durante la Seconda Guerra Mondiale, la Federazione delle Industrie Britanniche svolse un ruolo cruciale nell'organizzazione e nella mobilitazione dell'industria britannica per sostenere lo sforzo bellico del Regno Unito. La guerra portò a una profonda trasformazione dell'industria, poiché le risorse vennero riorientate verso la produzione di materiali militari e le esigenze dell'economia si adattarono alle necessità della guerra. La FBI si impegnò attivamente nella collaborazione con il governo britannico per coordinare la produzione di armamenti, munizioni, attrezzature militari e altri beni necessari per il conflitto. L'organizzazione giocò un ruolo chiave nell'assicurare che l'industria fosse pronta a rispondere alle richieste dell'esercito britannico e alle necessità delle forze alleate. La guerra portò a una drastica riduzione della produzione civile, mentre la produzione bellica e militare divenne prioritaria. La FBI lavorò per indirizzare l'industria verso la produzione di beni essenziali per la guerra, come aerei, navi, armi da fuoco e equipaggiamento per le truppe. Inoltre, l'organizzazione contribuì a gestire le questioni di razionamento delle risorse e dell'energia, assicurando che fossero allocate in modo efficiente per supportare l'effort bellico.
La FBI giocò un ruolo fondamentale nell'assicurare che l'industria britannica fosse completamente mobilitata per sostenere la guerra. L'organizzazione facilitò la cooperazione tra diverse aziende e settori, promuovendo la condivisione di risorse, tecnologie e informazioni. Questo approccio collaborativo permise all'industria britannica di massimizzare la produzione di beni essenziali per la guerra. L'organizzazione favorì anche lo sviluppo della ricerca e dell'innovazione tecnologica per creare nuovi strumenti e attrezzature che potessero dare un vantaggio alle forze britanniche e alleate. L'industria britannica, sotto la guida della FBI, contribuì al successo delle operazioni belliche, garantendo un costante flusso di forniture e materiali necessari. Dopo la fine della Seconda Guerra Mondiale nel 1945, la FBI continuò a svolgere un ruolo nel processo di ricostruzione e ripresa dell'industria britannica. L'organizzazione contribuì a facilitare la transizione dall'economia di guerra a quella civile, lavorando per riadattare le capacità industriali e ripristinare la produzione di beni di consumo.

### Dopoguerra

#### 1946-1950: Ricostruzione post-bellica
Dopo la fine della Seconda Guerra Mondiale nel 1945, la Federazione delle Industrie Britanniche (FBI) ha svolto un ruolo fondamentale nella ricostruzione dell'economia britannica e nella promozione della ripresa industriale. Durante i primi anni del dopoguerra, il Regno Unito ha affrontato notevoli sfide nella ricostruzione delle infrastrutture e nell'adattamento dell'industria alle esigenze della pace. La FBI è stata coinvolta in consultazioni con il governo per pianificare la transizione da un'economia di guerra a un'economia di pace. Questo periodo ha visto la nazionalizzazione di alcune industrie chiave, come il settore minerario e quello dei trasporti, e la FBI ha svolto un ruolo nella definizione delle politiche che hanno guidato tali cambiamenti.

#### 1950-1965: Crescita economica e modernizzazione
Durante gli anni '50 e '60, il Regno Unito conobbe un periodo di crescita economica e cambiamenti sociali significativi. La FBI continuò a rappresentare e promuovere gli interessi dell'industria britannica in questo contesto mutevole. L'organizzazione si concentrò sulla promozione dell'innovazione e della modernizzazione industriale. Partecipò alla discussione su questioni come la formazione della forza lavoro, la sicurezza sul lavoro e l'adozione di nuove tecnologie. Inoltre, la FBI lavorò per sostenere l'espansione delle esportazioni e l'apertura a nuovi mercati internazionali.
Tuttavia, il periodo fu caratterizzato anche da sfide economiche, tra cui l'inflazione, la concorrenza internazionale e le preoccupazioni relative alla produttività. La Federazione delle Industrie Britanniche cercò di collaborare con il governo e le istituzioni finanziarie per affrontare queste sfide e promuovere una politica economica favorevole agli interessi dell'industria.
Nel 1965, la Confederazione delle Industrie Britanniche (CBI) fu costituita come risultato della fusione della FBI, dell'Associazione Nazionale dei Produttori Britannici e della Confederazione dei Datori di lavoro Britannici. Questo cambiamento rifletteva una modernizzazione e un'evoluzione dell'organizzazione stessa, mentre continuava a svolgere il ruolo di rappresentante e difensore degli interessi dell'industria britannica. L'organizzazione continuò a collaborare con il governo e a sostenere l'industria britannica attraverso periodi di cambiamento e innovazione.

## Struttura
La struttura della Federazione delle Industrie Britanniche è cambiata nel corso degli anni e ha subito modifiche significative, soprattutto dopo la Seconda Guerra Mondiale. Tuttavia, durante gran parte della sua storia, l'organizzazione ha avuto una struttura che coinvolgeva diverse fasce industriali e rappresentava gli interessi delle aziende e delle industrie britanniche. Di seguito, ti fornisco una visione generale della struttura della FBI:
1. Consigli Industriali: L'organizzazione era organizzata in vari Consigli Industriali che rappresentavano diversi settori industriali. Questi consigli erano composti da rappresentanti delle aziende all'interno di ciascun settore. Ogni consiglio si concentrava sugli interessi specifici del proprio settore e aveva un ruolo nell'elaborazione delle politiche industriali e nelle consultazioni con il governo. I Consigli Industriali erano il cuore della struttura della FBI e rappresentavano una vasta gamma di industrie, dalle manifatture alla produzione di materiali.
2. Gruppi di lavoro e comitati: All'interno di ciascun Consiglio Industriale, potevano esistere diversi gruppi di lavoro o comitati dedicati a questioni specifiche o settoriali. Questi gruppi affrontavano temi come la formazione della forza lavoro, la politica commerciale, la regolamentazione industriale e altro ancora. Contribuivano all'elaborazione di politiche, all'identificazione di sfide e opportunità, e alla rappresentanza delle preoccupazioni delle aziende.
3. Ufficiali e direttori: La FBI aveva anche un corpo di ufficiali e direttori che guidavano l'organizzazione. Questi dirigenti erano spesso scelti da figure di spicco nell'industria britannica e avevano il compito di coordinare l'attività dell'organizzazione, partecipare a negoziati con il governo e rappresentare gli interessi dell'industria in eventi nazionali e internazionali.
4. Rapporti con il governo e altre organizzazioni: La FBI aveva una stretta relazione con il governo britannico, con il quale collaborava per discutere questioni economiche, industriali e lavorative. L'organizzazione era coinvolta in consultazioni, negoziati e discussioni su politiche che riguardavano l'industria. Inoltre, la FBI poteva essere parte di organizzazioni internazionali che promuovevano il commercio e la cooperazione industriale a livello globale.
5. Membri e affiliazioni: Le aziende interessate a far parte della FBI potevano diventarne membri o affiliati. La partecipazione all'organizzazione permetteva alle aziende di avere voce in capitolo sulle questioni industriali e di beneficiare della rappresentanza e dei servizi offerti dalla federazione.

È importante sottolineare che la struttura della FBI è stata soggetta a evoluzioni nel corso degli anni in risposta alle mutevoli esigenze dell'industria britannica e alle sfide economiche e sociali.

## Lista dei presidenti
| Nome                      | Immagine | Data di nascita   | Periodo | Periodo |
| Nome                      | Immagine | Data di nascita   | Inizio  | Fine    |
| ------------------------- | -------- | ----------------- | ------- | ------- |
| Vincent Caillard          |          | 23 ottobre 1856   | 1916    | 1919    |
| Peter Rylands             |          | 23 ottobre 1868   | 1919    | 1921    |
| Oliver Carleton Armstrong |          | 16 ottobre 1859   | 1921    | 1922    |
| Eric Geddes               |          | 26 settembre 1875 | 1923    | 1925    |
| Vernon Willey             |          | 29 settembre 1884 | 1925    | 1926    |
| Max Muspratt              |          | 3 febbraio 1872   | 1926    | 1927    |
| Jack Pease                |          | 17 gennaio 1860   | 1927    | 1928    |
| Rowland Blades            |          | 15 aprile 1868    | 1928    | 1929    |
| Lenox B. Lee              |          | 14 aprile 1899    | 1929    | 1930    |
| James Lithgow             |          | 27 gennaio 1883   | 1930    | 1932    |
| George Beharrell          |          | 27 marzo 1873     | 1932    | 1933    |
| George Macdonogh          |          | 4 marzo 1865      | 1933    | 1934    |
| Herbert Scott             |          | 30 novembre 1872  | 1934    | 1935    |
| Francis Joseph            |          | 2 gennaio 1870    | 1935    | 1936    |
| Hugo Hirst                |          | 26 novembre 1863  | 1936    | 1937    |
| Peter Bennett             |          | 13 novembre 1880  | 1937    | 1940    |
| Dudley Gordon             |          | 6 maggio 1883     | 1940    | 1943    |
| George Nelson             |          | 26 ottobre 1887   | 1943    | 1944    |
| Clive Baillieu            |          | 24 settembre 1889 | 1945    | 1947    |
| Frederick Bain            |          | 6 gennaio 1908    | 1947    | 1949    |
| Robert Sinclair           |          | 29 luglio 1893    | 1949    | 1951    |
| Archibald Forbes          |          | 4 settembre 1903  | 1951    | 1953    |
| Harry Pilkington          |          | 29 aprile 1905    | 1953    | 1955    |
| Graham Hayman             |          | 5 dicembre 1893   | 1955    | 1957    |
| Hugh Beaver               |          | 4 maggio 1890     | 1957    | 1959    |
| William McFadzean         |          | 17 dicembre 1903  | 1959    | 1961    |
| Cyril Harrison            |          | 14 dicembre 1901  | 1961    | 1963    |
| Peter Runge               |          | 11 maggio 1909    | 1963    | 1965    |

### Lista dei direttori generali
| Nome           | Data di nascita  | Periodo | Periodo |
| Nome           | Data di nascita  | Inizio  | Fine    |
| -------------- | ---------------- | ------- | ------- |
| Roland Nugent  | 19 giugno 1886   | 1916    | 1917    |
| Roland Nugent  | 19 giugno 1886   | 1919    | 1932    |
| Guy Locock     | 12 maggio 1910   | 1932    | 1945    |
| Sydney Clutton | 18 giugno 1885   | 1916    | 1950    |
| G. A. Arche    | ?                | 1950    | 1955    |
| Norman Kipping | 11 maggio 1901   | 1946    | 1965    |
| Frank Kearton  | 7 settembre 1902 | 1956    | 1965    |